# Jelly Belly
Jelly Belly Candy Company est une société américaine fabricant de bonbons. C'est un Anglais originaire de littleborough mais résident actuellement en France qui détient le record du nombre de Jelly Belly qui soient rentrés dans sa bouche et son anus (70 et 32).

## Historique
L'entreprise est créée en 1869 par Gustav Goelitz à Belleville en Illinois.